# Championnats de France de patinage artistique 1989
Navigation
Championnats de France 1988 Championnats de France 1990
Les championnats de France de patinage artistique 1989 ont eu lieu du 16 au 18 décembre 1988 à la patinoire de Caen la mer pour 3 épreuves : simple messieurs, simple dames et couple artistique. 
La patinoire municipale de Limoges a accueilli les 5 et 6 novembre 1988 l'épreuve de danse sur glace.

## Faits marquants
- Surya Bonaly obtient deux titres nationaux la même année dans deux catégories différentes: simple dames et couple artistique.

- Frédéric Harpagès est forfait pour la deuxième année consécutive, à la suite d'une deuxième fracture de la cheville droite au cours de l'année 1988[1].

- Les danseurs sur glace Isabelle Duchesnay & Paul Duchesnay sont forfaits pour la deuxième année consécutive, à cause d'une blessure au genou.

## Podiums
| Épreuves                            | Or                                 | Argent                                        | Bronze                                     |
| Messieurs résultats détaillés       | Axel Médéric                       | Éric Millot                                   | Nicolas Pétorin                            |
| Dames résultats détaillés           | Surya Bonaly                       | Claude Péri                                   | Sandra Garde                               |
| Couples résultats détaillés         | Surya Bonaly / Benoît Vandenberghe | Valérie Binsse / Jean-Christophe Mbonyinshuti | -                                          |
| Danse sur glace résultats détaillés | Dominique Yvon / Frédéric Palluel  | Sophie Moniotte / Pascal Lavanchy             | Christelle Gautier / Alberick Dalongeville |

## Détails des compétitions
(Détails des compétitions messieurs et dames à compléter)

### Messieurs
| Rang    | Nom                |
| ------- | ------------------ |
| 1       | Axel Médéric       |
| 2       | Éric Millot        |
| 3       | Nicolas Pétorin    |
| 4       | Philippe Candeloro |
| 5       |                    |
| 6       |                    |
| 7       |                    |
| Forfait | Frédéric Harpagès  |

### Dames
| Rang | Nom              |
| ---- | ---------------- |
| 1    | Surya Bonaly     |
| 2    | Claude Péri      |
| 3    | Sandra Garde     |
| 4    | Stéphanie Ferrer |
| 5    |                  |
| 6    |                  |
| 7    |                  |
| 8    |                  |

### Couples
| Rang | Nom                                           |
| ---- | --------------------------------------------- |
| 1    | Surya Bonaly / Benoît Vandenberghe            |
| 2    | Valérie Binsse / Jean-Christophe Mbonyinshuti |

### Danse sur glace
| Rang    | Nom                                        | Points |
| ------- | ------------------------------------------ | ------ |
| 1       | Dominique Yvon / Frédéric Palluel          | 2.0    |
| 2       | Sophie Moniotte / Pascal Lavanchy          | 4.0    |
| 3       | Christelle Gautier / Alberick Dalongeville | 6.0    |
| 4       | Pascale Vrot / David Quinsac               | 8.0    |
| 5       | Chrystelle Descolis / Ludovic Deville      | 10.0   |
| 6       | Isabelle Gincourt / Frédéric Cave          | 12.0   |
| 7       | Nathalie Gillet / Olivier Lores            | 14.0   |
| 8       | Gaëlle Harmand / Frédéric Pelette          | 16.0   |
| Forfait | Isabelle Duchesnay / Paul Duchesnay        |        |
| Forfait | Isabelle Sarech / Xavier Debernis          |        |

## Sources
- Patinage Magazine N°14 pour la danse sur glace.
- Patinage Magazine N°15 pour le simple messieurs, simple dames et couple artistique.